# Gel fix

Esquema que mostra a l'esquerra el gel fix (Fast ice) i a la dreta el gel a la deriva (drift ice)

El gel fix o gel permanent (gel ràpid en anglès: «fast ice») és una banquisa (mar de gel) que s'ha congelat al llarg de la costa i s'esté fora de la terra en la mar, romanent-hi ancorada, fixada al llarg dels bancs de sorra, barres o a les parts més somes de la plataforma continental.
A l'Antàrtida, el gel fix també s'estén entre icebergs immobilitzats. A diferència de l'altre tipus de banquisa, el gel a la deriva, el gel fix no es mou amb els corrents i el vent.
L'amplada i a presència d'aquestes zones de gel acostuma a ser estacional i depén del gruix del gel, de la topografia del fons marí i de la posició geogràfica de les illes. A l'oceà Àrtic el gel fix s'esté fins a una fondària de 20 metres, en canvi, a les mars subàrtiques, només arriba a uns 10 metres.
La topografia del gel fix oscil·la des d'un nivell molt pla a tenir un perfil abrupte. El gel fix pot créixer tant per la congelació de l'aigua de mar com per la congelació de trossos de gel a la deriva de la costa o d'altres llocs on puguin quedar ancorats.

## Definició
L'Organització Meteorològica Mundial (OMM), empra una terminologia molt especifica per a definir els diferents tipus de gel:
| « | GEL FIX (Fast ice): Gel marí que es forma i roman fix al llarg de la costa, on s'annexat a la vora, a una paret de gel, a un front de barrera, entre baixos fons o icebergs immobilitzats. | » |